# Magyarszecsőd
Magyarszecsőd là một thị trấn thuộc hạt Vas, Hungary. Thị trấn này có diện tích 11,26 km², dân số năm 2010 là 437 người, mật độ 39 người/km².